# Joscha Wosz
Joscha Wosz (Halle, 2002. július 20. –) német korosztályos válogatott labdarúgó, a 3. Liga-ban szereplő SC Verl játékosa. Nagybátyja, Dariusz Wosz korábbi német válogatott-labdarúgó.

## Pályafutása

### Klubcsapatokban
Wosz szülővárosában a Halleschernél kezdte meg pályafutását, majd 2015-ben 13 évesen csatlakozott az RB Leipzig ifjúsági együtteshez. Három évvel később az U18, 2019-ben pedig felkerült az U19-es csapatba. Szeptember 19-én lépett először pályára nemzetközi mérkőzésen az UEFA Ifjúsági Liga-ban, az SL Benfica ellen. 2020. augusztus 13-án nevezték a felnőttcsapatba, a Bajnokok Ligája 2019/20-as negyeddöntőjében az Atlético de Madrid ellen. Október 3-án a Schalke 04 ellen mutatkozott be a csapatban és a bajnokságban, csereként Angeliño-t váltva. Debütálásával ő lett az RB Leipzig legfiatalabb debütálója a bajnokságban, Dayot Upamecanot előzte meg. Decemberben profi szerződést kötött vele a klub. 2021. február 3-án pedig a német kupában is bemutatkozott, a VfL Bochum elleni nyolcaddöntő találkozón. 2022 januárjában több játéklehetőség miatt kölcsönbe került a Hallescher csapatához. Január 22-én az Eintracht Braunschweig ellen mutatkozott be a 73. percben Julian Guttau cseréjeként.

### A válogatottban
2018 szeptemberében két alkalommal pályára lépett a német U17-es válogatottban.

## Statisztika
2022. augusztus 30-i állapot szerint.
| Klub             | Szezon           | Bajnokság        | Bajnokság | Bajnokság | Kupa  | Kupa  | Nemzetközi | Nemzetközi | Összes | Összes |
| Klub             | Szezon           | Liga             | Mérk.     | Gólok     | Mérk. | Gólok | Mérk.      | Gólok      | Mérk.  | Gólok  |
| ---------------- | ---------------- | ---------------- | --------- | --------- | ----- | ----- | ---------- | ---------- | ------ | ------ |
| RB Leipzig       | 2020–21          | Bundesliga       | 2         | 0         | 1     | 0     | 0          | 0          | 3      | 0      |
| RB Leipzig       | 2021–22          | Bundesliga       | 1         | 0         | 0     | 0     | 0          | 0          | 1      | 0      |
| RB Leipzig       | Összesen         | Összesen         | 3         | 0         | 1     | 0     | 0          | 0          | 4      | 0      |
| Hallescher       | 2021–22          | 3. Liga          | 12        | 0         | 0     | 0     | –          | –          | 12     | 0      |
| Hallescher       | Összesen         | Összesen         | 12        | 0         | 0     | 0     | 0          | 0          | 12     | 0      |
| KARRIER ÖSSZESEN | KARRIER ÖSSZESEN | KARRIER ÖSSZESEN | 15        | 0         | 1     | 0     | 0          | 0          | 16     | 0      |